# Honsunnamnyeo
Honsunnamnyeo (혼술남녀?, lett. Uomini e donne che bevono da soli; titolo internazionale Drinking Solo) è una serie televisiva sudcoreana trasmessa su tvN dal 5 settembre al 25 ottobre 2016, spin-off di Siksyareul hapsida.
La serie ruota intorno alla vita quotidiana di insegnanti, studenti e staff di un'istituzione privata a Noryangjin-dong (Dongjak-gu) che prepara le persone all'esame di servizio civile, e che si ritrovano a bere da soli per motivi personali.

## Personaggi
- Jin Jung-suk (Jin-sang), interpretato da Ha Seok-jin
- Park Ha-na, interpretata da Park Ha-sun
- Hwang Jin-yi, interpretata da Hwang Woo-seul-hye
- Min Jin-woong, interpretato da Min Jin-woong
- Kim Won-hae, interpretato da Kim Won-hae
- Jin Gong-myung, interpretato da Gong Myung
- Kim Ki-bum, interpretato da Key
- Jung Chae-yeon, interpretata da Jung Chae-yeon
- Kim Dong-young, interpretato da Kim Dong-young

## Ascolti
| Episodio | Data di trasmissione | Dati AGB            | Dati AGB                   | Dati TNMS |
| Episodio | Data di trasmissione | A livello nazionale | Area metropolitana di Seul | Dati TNMS |
| -------- | -------------------- | ------------------- | -------------------------- | --------- |
| 1        | 5 settembre 2016     | 2,922%              | 3,770%                     | 3,2%      |
| 2        | 6 settembre 2016     | 3,187%              | 4,114%                     | 3,6%      |
| 3        | 12 settembre 2016    | 2,453%              | 2,305%                     | 2,9%      |
| 4        | 13 settembre 2016    | 3,309%              | 3,607%                     | 3,7%      |
| 5        | 19 settembre 2016    | 2,556%              | 2,595%                     | 2,9%      |
| 6        | 20 settembre 2016    | 2,199%              | 2,308%                     | 3,0%      |
| 7        | 26 settembre 2016    | 3,271%              | 3,853%                     | 3,9%      |
| 8        | 27 settembre 2016    | 3,979%              | 4,797%                     | 4,8%      |
| 9        | 3 ottobre 2016       | 3,624%              | 3,253%                     | 4,2%      |
| 10       | 4 ottobre 2016       | 4,427%              | 5,199%                     | 5,1%      |
| 11       | 10 ottobre 2016      | 3,686%              | 4,057%                     | 4,8%      |
| 12       | 11 ottobre 2016      | 4,211%              | 5,323%                     | 4,9%      |
| 13       | 17 ottobre 2016      | 4,045%              | 4,423%                     | 4,5%      |
| 14       | 18 ottobre 2016      | 4,400%              | 4,932%                     | 4,0%      |
| 15       | 24 ottobre 2016      | 3,700%              | 4,360%                     | 4,0%      |
| 16       | 25 ottobre 2016      | 5,020%              | 6,348%                     | 5,0%      |
| Media    | Media                | 3,562%              | 4,078%                     | 4,0%      |

## Colonna sonora
1. I Could Leave (떠날 수 있을까) – Okdal
2. Can I Smile? (웃어도 될까요) – Jannabi
3. Hello Love (너의 귓가에 안녕) – Oh My Girl
4. With Me (나와) – Vanilla Acoustic
5. Dear My Lady (품에 안으면) – 40
6. A Day Like Today (오늘 같은 날) – Arie e Yoon Ji-hoon